# Scriptosaura catimbau
Scriptosaura catimbau là một loài thằn lằn trong họ Gymnophthalmidae. Loài này được Rodrigues & Maranhão Dos Santos mô tả khoa học đầu tiên năm 2008.